# Trittbrettfahrerproblem
Das Trittbrettfahrerproblem (engl. free-rider problem) bezeichnet ein Problem kollektiven Handelns, das bei der Nutzung von Gemeingütern auftreten kann, wenn Wirtschaftssubjekte den Nutzen eines Gutes ohne Gegenleistung erlangen. Es tritt sowohl bei reinen öffentlichen Gütern als auch bei Allmendegütern auf, da dort ein Ausschluss von der Nutzung solcher Güter nicht oder nur mit unverhältnismäßigem Aufwand möglich ist. Der Name leitet sich vom Schwarzfahren auf den Trittbrettern von Straßenbahnen ab.

## Trittbrettfahrerproblem bei öffentlichen Gütern
Bei reinen öffentlichen Gütern wie z. B. bei Straßenbeleuchtungen oder Deichen hat das Trittbrettfahrerverhalten zur Folge, dass nicht alle Nutzer dieser Güter bereit sind, für deren Entstehungs- und Unterhaltskosten aufzukommen. Folglich werden solche Güter nicht oder nicht in ausreichendem Maße von privaten Anbietern angeboten. Man spricht hier auch von einem Bereitstellungsproblem. Deshalb werden öffentliche Güter meistens vom Staat als sogenannte Grundversorgung bereitgestellt und über Abgaben finanziert.

## Trittbrettfahrerproblem bei Allmendegütern
Bei Allmendegütern (unreinen öffentlichen Gütern) droht infolge des Trittbrettfahrerverhaltens eine Übernutzung. Man spricht hier auch von einem Aneignungsproblem. Aufgrund des freien Zugangs können Trittbrettfahrer von einer Selbstbeschränkung durch andere individuelle Nutzer profitieren, indem sie ihre Nutzung entsprechend intensivieren. Dieses Problem kollektiven Handelns wird mit dem sozialwissenschaftlichen Modell Tragik der Allmende beschrieben. Beispiele hierfür sind überfüllte Straßen, Überfischung der Meere, aber auch überlastete Peer-to-Peer-Netze. Als Lösungen für das Allmendeproblem werden staatliche Nutzungsbeschränkungen oder die Einrichtung privater Eigentumsrechte empfohlen. Zumindest in überschaubaren Gemeinschaften kann die Durchsetzung von Selbstbeschränkungen bei der Nutzung kollektiver Güter unter Umständen aber auch durch soziale Sanktionen gestützt werden.